# 旧中埜半六邸
旧中埜半六邸（きゅうなかのはんろくてい）は、愛知県半田市中村町1丁目7にある建築物（近代和風建築）。登録有形文化財。半田市景観重要建造物。
醸造業などで財を成した商家の邸宅であり、半田運河沿いに位置する。NPO法人半六コラボが管理運営を行っている。

## 歴史

### 中埜半六家の歴史
中埜半六家は海運業や醸造業などで財を成した富豪であり、「尾張藩御用達在郷十人衆」にも選ばれた名家である。中埜一統の本家にあたる中埜半左衛門家の分家であり、ミツカンを創業した中埜又左衛門家も同じく中埜半左衛門家の分家である。

### 6代目中埜半六
享和3年（1803年）、後に6代目中埜半六となる人物は知多郡小鈴谷村（現・常滑市）の盛田家に生まれ、やがて半田村の中埜家に養子に入って6代目中埜半六を襲名した。弟は盛田家11代当主の盛田久左衛門命祺である。6代目は名古屋の秦滄浪に経学を学び、新しい簿記法を生み出している。また、中埜又左衛門家とともに半田運河周辺の整備に尽力した。文政13年（1830年）に庄屋となり、文政14年（1831年）には12代尾張藩主徳川斉荘が知多郡巡覧の際に6代目の下に泊まっている。

### 中埜半六邸の竣工
1889年（明治22年）に中埜半六邸が建てられた。1890年（明治23年）3月には第1回陸海軍大演習が実施され、明治天皇が愛知県に行幸した。北隣の小栗冨治郎邸が大本営となり、中埜半六邸は御典医の宿泊所となった。なお、1892年（明治25年）から1896年（明治29年）まで、6代目は半田町長を務めている。また、1911年（明治44年）には鈴木禎次の設計による洋風建築の別邸（旧中埜家住宅）も完成している。

### 戦後の動向
太平洋戦争後、中埜半六家は農地改革によって土地を失い、廃業して半田市から離れた。1951年（昭和26年）頃に改修がなされている。1959年（昭和34年）9月の伊勢湾台風では大きな被害を受けた。
中埜半六邸は料理旅館として使用されていた時期もあった。毎年7月に開催される大相撲名古屋場所の際には二所ノ関部屋の宿舎となり、横綱大鵬らが中埜半六邸に出入りしていたこともあった。1970年（昭和45年）以降には空き家となって荒れ果てていた。

### 保存と活用
荒れ果てた旧中埜半六邸を見かねた市民有志は、任意団体の半六倶楽部（後の半六邸の利活用を考える会）を設立し、手作業で旧中埜半六邸の清掃や修復を行った。半六倶楽部の発起人は半田市出身の小説家の秋月達郎である。2001年（平成13年）には新世紀お茶会を開催し、その後は桃の節句や端午の節句などにイベントを開催して収益を修繕費用に充てるようになった。2009年（平成21年）までに計34回のイベントを開催し、延べ約2万人の客を旧中埜半六邸に迎えた。
2009年（平成21年）には旧中埜半六邸の所有者が土地を売りに出したことから、同年12月には半田市土地開発公社が旧中埜半六邸を購入したが、建物の耐震改修に多額の費用がかかるとして主屋の解体を決定し、跡地を広場にすると発表した。これに驚いた半六邸の利活用を考える会は、2010年（平成22年）2月に半田市議会に対して解体の撤回を求める陳情書を提出し、3月には8274筆の署名を半田市に提出した。2010年（平成22年）8月にはNPO法人化を見据えた半六コラボが発足し、2012年（平成24年）1月にはNPO法人としての認証を受けている。NPO法人半六コラボは半田市との間で意見交換会などを行い、同年5月には活用計画の最終案を半田市に提出した。同年8月には半田市によって解体の撤回が表明された。
2013年（平成25年）春、建築家の降幡廣信と建築史家の瀬口哲夫による講演会を開催し、同年夏には市民向けの活用ワークショップや半六邸活用フォーラム2013を開催した。2015年（平成27年）2月には耐震改修工事を開始し、同年4月には半六庭園がオープンした。同年11月には旧中埜半六邸がリニューアルオープンし、三遊亭とん馬による落語会などが催されている。
2015年（平成27年）3月10日、半田市景観重要建造物に指定された。2021年（令和3年）2月にはおとうふ湯葉いしかわ半六邸店が閉店したが、同年11月にはフランス料理店のHANROKが開店した。2024年（令和6年）3月6日、登録有形文化財に登録された。登録基準は「造形の規範となっているもの」。

## 建築

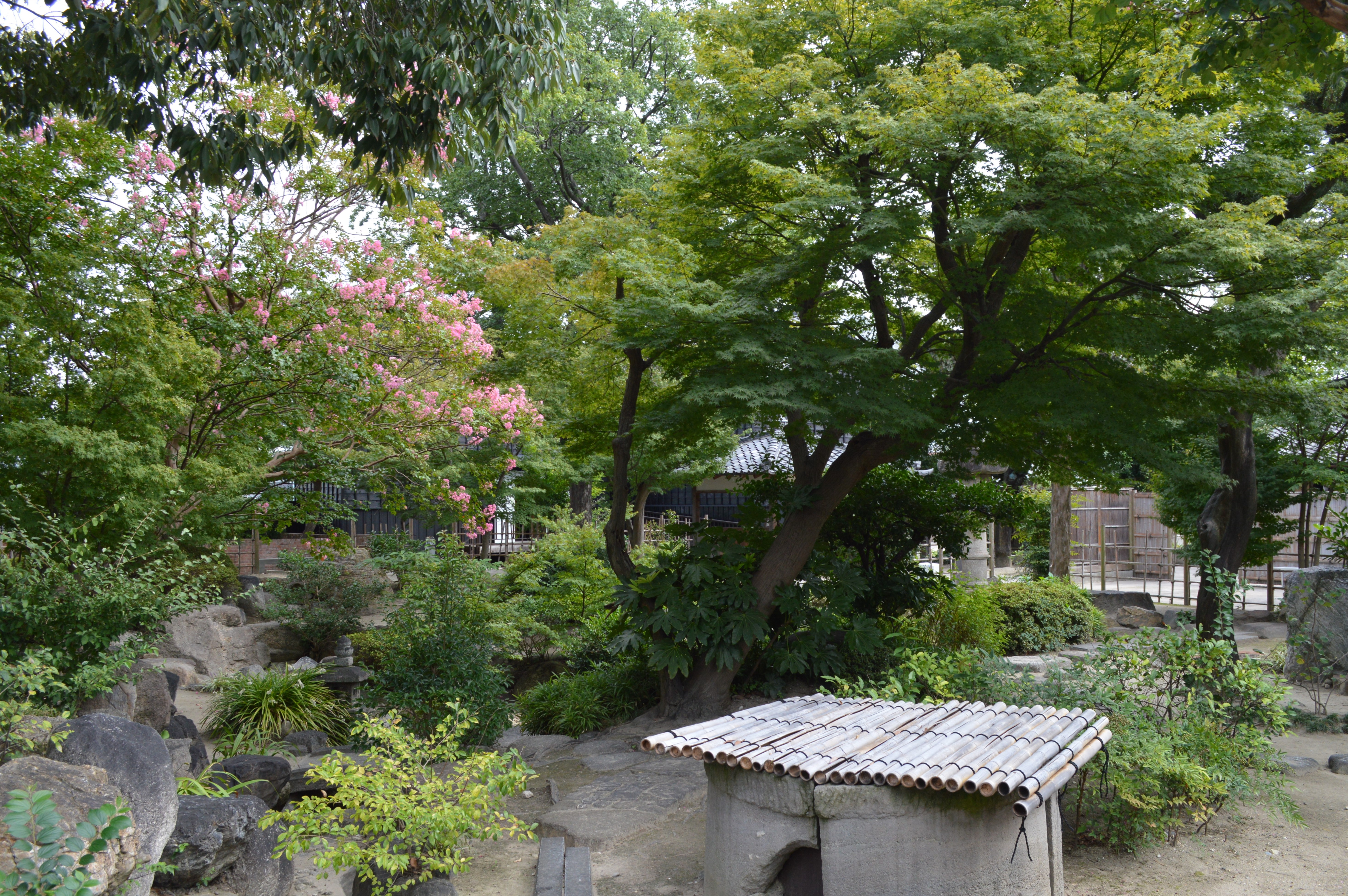
庭園

主屋は木造2階建、瓦葺。建築面積は350m2。主体部の西側に座敷棟、南側に便所棟、東側に台所棟が接続している。主体部の2階には2室続きの座敷を有している。
- 主屋（母屋） - フランス料理店のHANROKが入る。
  - 座敷棟 - ばぁむくぅへん研究所が入る。
  - 炊事場 - 七連のかまどがある。
- 半六庭園
- 北蔵
- 西蔵
- 前蔵
- 岸蔵

## 周辺の施設
- 國盛 酒の文化館
- 小栗家住宅